# Jarrod Smith
Jarrod Smith (* 20. Juni 1984 in Havelock North) ist ein neuseeländischer Fußballspieler. Der Stürmer spielt ab der Saison 2009 bei den Seattle Sounders. Sein Vater Ian Smith war ein erfolgreicher Cricketspieler.

## Vereinskarriere
Smith begann seine Aktivenkarriere bei den Napier City Rovers und spielte im Anschluss 2002 bei Manawatu AFC. Anfang 2003 verließ er Neuseeland und wechselte an die West Virginia University um im dortigen Collegeteam, den Mountaineers, zu spielen. In vier Spielzeiten an der Universität gelangen ihm 32 Treffer in 74 Spielen, darunter 14 Tore in 16 Spielen in seiner letzten Spielzeit an der Universität. 
2007 wurde er im MLS Supplemental Draft an erster Stelle vom kanadischen MLS-Team Toronto FC ausgewählt. Im August 2007 unterschrieb er bei Crystal Palace Baltimore, wurde aber umgehend nach Neuseeland an Hawke’s Bay United verliehen. Nach seiner Rückkehr erhielt er Anfang 2008 von Toronto einen developmental Vertrag und kam während der Spielzeit zu insgesamt 20 Einsätzen. 2008 wurde er im MLS Expansion Draft von den Seattle Sounders ausgewählt, die 2009 ihre erste MLS-Saison bestritten. Smith wurde im Juli 2009 nach einer Operation aus seinem Vertrag entlassen, bis zu diesem Zeitpunkt kam er lediglich zu zwei Einsätzen im U.S. Open Cup.

## Nationalmannschaft
Smith spielte für die neuseeländische U-20-Auswahl und stand im Aufgebot der U-23 bei der Qualifikation für die Olympischen Sommerspiele 2004, als man knapp an Australien scheiterte. 
Im Februar 2006 gab er in einem Freundschaftsspiel gegen Malaysia sein Debüt in die neuseeländischen A-Nationalmannschaft. Im Sommer 2006 nahm er mit Neuseeland an der Europatour teil und kam in Testspielen gegen Ungarn, Georgien, Estland und Brasilien zum Einsatz. Während der Qualifikation zur WM 2010 in Südafrika wurde Smith bislang vier Mal eingesetzt und steht mit der Mannschaft in den Play-off-Spielen um die WM-Teilnahme. Im Sommer 2009 gehörte er zum neuseeländischen Aufgebot beim Konföderationen-Pokal in Südafrika, blieb während des Turniers aber ohne Einsatz.